# アンドレイア・スフォルジン
アンドレイア・スフォルジン（Andréia Cozzi Sforzin Laurence、女性、1983年4月26日 - ）は、ブラジルの元バレーボール選手。現役時代のポジションはアウトサイドヒッター。元バレーボールブラジル女子代表。

## 来歴
- クラブチーム

サンパウロ出身。2001年、São Caetano Esporte Clubeへ入団し3年間在籍した。2004/05シーズンからEsporte Clube Pinheirosでプレーし、ブラジル・スーパーリーガで5位となった。2006/07シーズンは韓国VリーグのGSカルテックスへ移籍し、韓国Vリーグでベストブロッカー賞を受賞した。2007/08シーズンはOsasco Voleibol Clubeに加入し、ブラジル・スーパーリーガで準優勝した。2008/09シーズンはSão Caetano Esporte Clubeでプレーした。2009/10シーズンはOsasco Voleibol Clubeに加入し、ブラジル・スーパーリーガで優勝を果たした。2010/11シーズンからEC Pinheirosに移籍し4年間プレーした。2013/14シーズンのスーパーリーガでベストスパイカー賞を受賞した。2014/15シーズンはレクソーナ・アデスでプレーしブラジル・スーパーリーガと南米クラブ選手権で優勝した。2015/16シーズンはSesi São Pauloでプレーした。2016/17シーズンはBrasília Vôleiに加入し、ブラジル・スーパーリーガ6位だった。2017/18シーズンはDentil/Praia Clubeと契約し、ブラジル・スーパーリーガ優勝を最後に現役を引退した。
- 代表チーム

1999年、ユースのブラジル代表として同年にポルトガルで開催された世界ユース選手権に出場し、銀メダルを獲得した。2001年の世界ジュニア選手権では金メダルを獲得した。シニア代表には2014年のモントルーバレーマスターズ、ワールドグランプリに出場した。

## 球歴
- ワールドグランプリ - 2014年

## 受賞歴
- 2007年 2006/07韓国Vリーグ　ベストブロッカー賞
- 2014年 ブラジル・スーパーリーガ2013-14　ベストスパイカー賞

## 所属クラブ
- São Caetano Esporte Clube（2001-2004年）
- Esporte Clube Pinheiros（2004-2006年）
- GSカルテックス（2006-2007年）
- Osasco Voleibol Clube（2007-2008年）
- São Caetano Esporte Clube（2008-2009年）
- Osasco Voleibol Clube（2009-2010年）
- Esporte Clube Pinheiros（2011-2014年）
- レクソーナ・アデス（2014-2015年）
- Sesi São Paulo（2015-2016年）
- Brasília Vôlei（2016-2017年）
- Dentil/Praia Clube（2017-2018年）